# Salz (Bawaria)
Salz – miejscowość i gmina w Niemczech, w kraju związkowym Bawaria, w rejencji Dolna Frankonia, w regionie Main-Rhön, w powiecie Rhön-Grabfeld, wchodzi w skład wspólnoty administracyjnej Bad Neustadt an der Saale. Leży na południe od Bad Neustadt an der Saale, nad rzeką Soława Frankońska, przy drodze B19 i linii kolejowej Eisenach – Schweinfurt.

## Demografia
| Rok  | Liczba mieszk. |
| ---- | -------------- |
| 1970 | 1.242          |
| 1987 | 1.696          |
| 2000 | 2.184          |
| 2005 | 2.262          |

## Osoby urodzone w Salz
- Ludwig Elsbett, założyciel Elsbett-Motors
- Karl Straub (1873 – 1949), nauczyciel, pisarz, popularyzator kultury Rhön

## Oświata
(na 1999)

W gminie znajduje się 100 miejsc przedszkolnych (z 96 dziećmi) oraz szkoła podstawowa (11 nauczycieli, 214  uczniów).